# Társaság-szigetek
A Társaság-szigetek (franciául: Îles de la Société, hivatalosan Archipel de la Société) egy szigetcsoport a Dél-Csendes-óceánon. A terület politikailag Francia Polinéziához tartozik. A szigetvilágot úgy tartják, hogy James Cook kapitány nevezte el az angol Royal Society tiszteletére, amely az első brit tudományos expedíciót támogatta.

## Földrajzi helyzetük
A szigeteket földrajzilag és közigazgatásilag két csoportba sorolják:
- Francia Szél felőli szigetek (Îles du Vent) (keletről nyugatra)
  - Mehetia
  - Tahiti
  - Tetiaroa
  - Moorea
  - Maiao
- Francia Szélcsendes-szigetek (Îles Sous-le-Vent)
  - Huahine
  - Raiatea
  - Tahaa
  - Bora Bora
  - Tupai
  - Maupiti
  - Mopelia
  - Motu One (Bellinghausen)
  - Manuae

## Történelmük
A szigetek 1843-ban kerültek francia protektorátus alá, majd 1880-tól váltak gyarmattá. A szigetek lakossága a 2007-es népszámláláskor 227 807 fő volt. Területe 1590 km².

## Közlekedésük

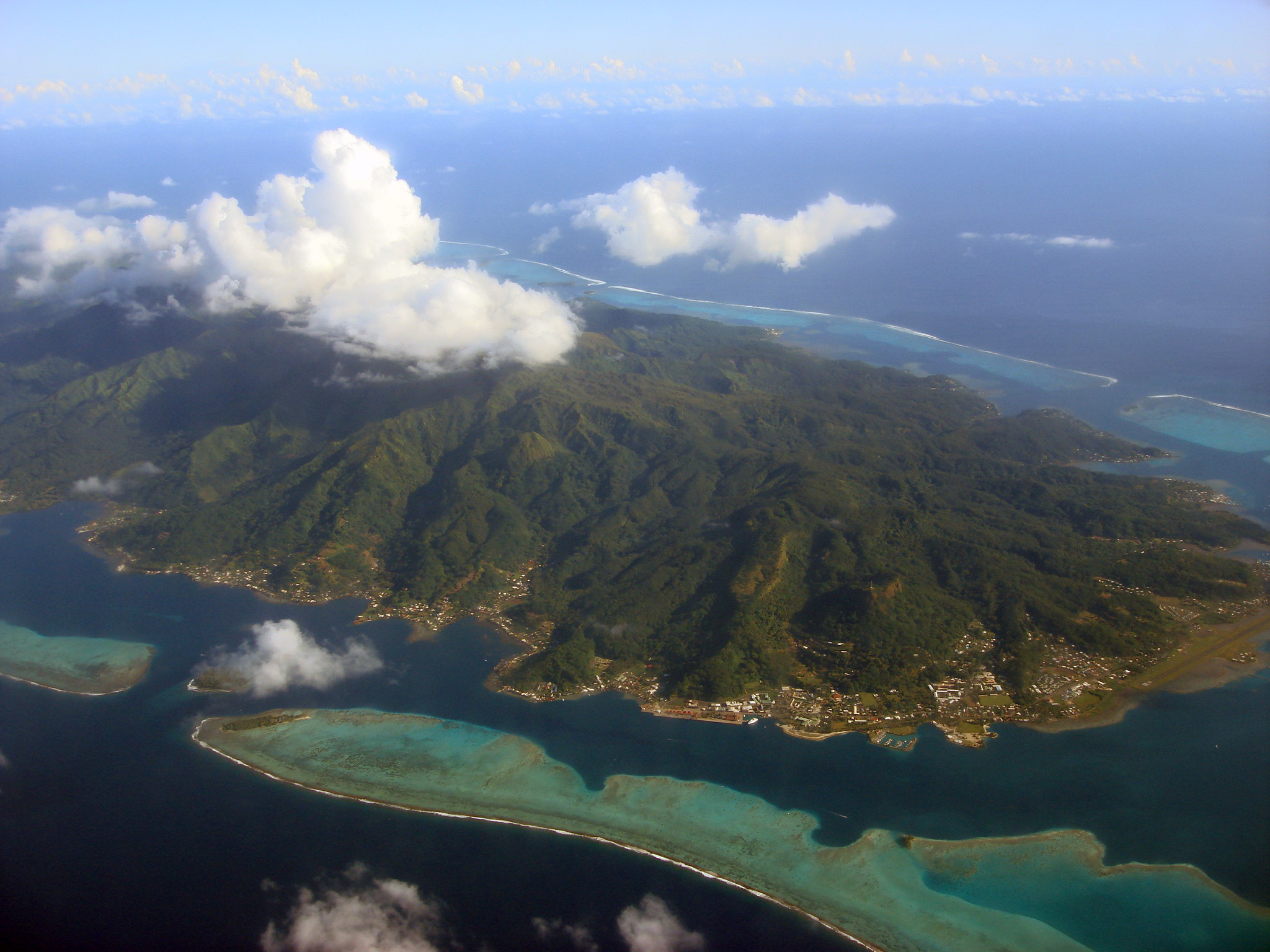
Raiatea

A Társaság-szigetek mindegyik szigetén található repülőtér. A legnagyobb és egyetlen nemzetközi repülőtér a szigeteken, a Fa'a'ā nemzetközi repülőtér Tahiti szigetén található.